# Centrale Industriregion (Polen)
Den Centrale Industriregion  eller Centralny Okręg Przemysłowy, forkortet COP, er en industriregion i Polen. Den var et af den anden polske republiks største industrielle projekter. Det flere år lange projekt i Lillepolen, blev igangsat af industri- og finansminister og samtidig vicestatsminister Eugeniusz Kwiatkowski. Målet var at skabe et kerneområde for tung industri centralt i Polen, så langt som muligt fra grænserne, styrke den polske økonomi og reducere arbejdsløsheden.
Fireårsplanen for udviklingen af COP skulle gælde fra 1. september 1936 til 30. juli 1940. Den blev afbrudt ved udbruddet af anden verdenskrig med Tysklands invasion i Polen. Ikke desto mindre lykkedes det COP-projektet at give den polske økonomi en stor ekspansion. Efter krigen i 1945 blev COP opstartet igen og udvidet. Det meste af satsningsområdet lå indenfor Polens nye østgrænse.